# Trần Nghi
Trần Nghi (giản thể: 陈仪; phồn thể: 陳儀; bính âm: Chén Yí; tự Công Hiệp (公俠) rồi Công Hiệp (khác nghĩa) (公洽), hiệu Thoái Tố (退素); 1883 – 18 tháng 8 năm 1950) là Chủ tịch và Tổng tư lệnh Cảnh vệ (警備總司令) tỉnh Đài Loan sau khi được Nhật Bản trả về cho Trung Hoa Dân Quốc, là đại diện Đồng minh, vào năm 1945. Cách hành xử của ông trên vấn đề giữa người Đài Loan và người đại lục dẫn đến Sự kiện 28 tháng 2. Sau đó ông bị cách chức rồi bị xử tử vì tội phản bội (không liên quan đến các sự kiện tại Đài Loan).

## Thời trẻ
Trần sinh tại Thiệu Hưng, Chiết Giang. Sau khi tốt nghiệp Cầu Khởi thư viện (nay là Đại học Chiết Giang), năm 1902, ông sang Nhật học tập quân sự trong 7 năm. Ông gia nhập Quang Phục hội trong thời gian này. Ông lại sang Nhật năm 1917 tiếp tục học tập quân sự trong 3 năm, rồi về sống tại Thượng Hải. Ông được cho là một người "thân Nhật.":251
Ông là nghị viên đầu tiên của Chiết Giang (總參議) rồi làm Tỉnh trưởng (từ tháng 10 năm 1925). Trần cũng là Tư lệnh Lộ quân 19 Quân đội Cách mạng Quốc dân (國民革命軍第十九路軍軍長). Sau năm 1927, ông làm trong Cục Quân vụ (軍政部), rồi giữ chức Chủ tịch tỉnh Phúc Kiến năm 1933, và Bí thư trưởng Hành chính viện.

## Phúc Kiến
Trần giữ chức Chủ tịch tỉnh Phúc Kiến trong 8 năm, từ năm 1934.:252 Những kinh nghiệm tại Phúc Kiến, chỉ cách Đài Loan một eo biển và cũng là quê gốc của đại bộ phận dân cư Đài Loan, khiến Trần được lựa chọn để quản lý Đài Loan sau chiến tranh.
Trong nhiệm kỳ tại Đài Loan, Trần mới biết được sự lợi hại của sự đa dạng sắc tộc và xã hội đến phức tạp giữa người gốc Phúc Kiến và người từ các nơi khác tại đây. Ông va chạm với một Hoa kiều tại Singapore đầy thế lực là ông Trần Gia Canh, thủ lĩnh của một cộng đồng Hoa kiều lớn. Kết quả là Trần phải vất vả đối phó với những cáo buộc về các tệ nạn trong bộ máy hành chính từ phía Tan.:252

## Đài Loan

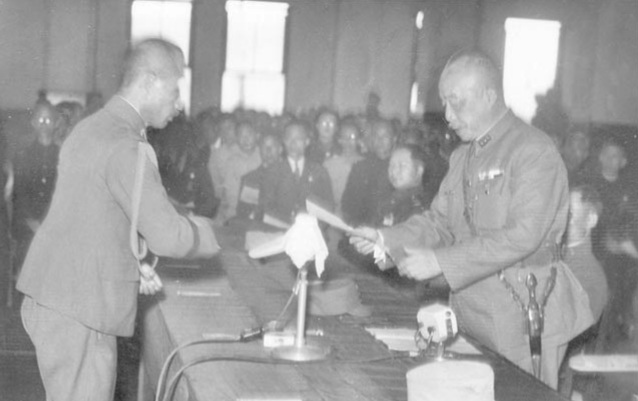
Trần (bên phải) ký hiệp ước nhận hàng với Tướng Ando Rikichi (bên trái), Tổng đốc Đài Loan, tại Tòa thị chính Đài Bắc.

Năm 1935, Trần được Tưởng Giới Thạch cử sang Đài Loan tham dự "Lễ kỉ niệm 40 năm quản trị Đài Loan" của Nhật, một buổi lễ có một không hai cho tới nay, nhằm minh chứng cho quá trình hiện đại hóa Đài Loan dưới sự cai trị của người Nhật. Trong thời gian tại Đài Loan, ông ca ngợi hệ thống hạ tầng cơ sở và sự phát triển kinh tế mạnh mẽ. Trần cũng công khai bộc lộ sự ngưỡng mộ pha lẫn ghen tị với chất lượng cuộc sống của người dân Đài Loan, so với người dân đại lục đang chìm đắm trong cuộc chiến kéo dài. Sau khi trở về Phúc Kiến, ông gửi một báo cáo cho Tưởng Giới Thạch về chuyến viếng thăm. Với những kinh nghiệm về Nhật Bản và Đài Loan, Trần trở thành ứng cử viên số 1 cho chức Chủ tịch tỉnh Đài Loan sau khi Nhật đầu hàng.
Căn cứ Quân lệnh số 1 của Tướng Douglas MacArthur , Trần Nghi được Tướng Kerr tháp tùng sang Đài Loan chấp nhận sự đầu hàng của chinh quyền Nhật tại đây với tư cách đại diện Trung Hoa. Ngày 25 tháng 10 năm 1945, trước sự chứng kiến của đại diện các nước Đồng minh, Trần ký hiệp ước nhận hàng với Tướng Ando Rikichi, Tổng đốc Đài Loan, tại Tòa thị chính Đài Bắc (nay là cung Trung Sơn). Trần Nghi tuyên bố ngày này là ngày giành lại Đài Loan, dù vẫn có tranh cãi về mặt pháp lý vì Nhật Bản chưa hề trao trả lại Đài Loan trong bất kỳ hiệp ước nào cho tới tận năm 1952.

### Ca tụng và chỉ trích
Trần được ca ngợi nhờ sự tận tụy, tiết kiệm và trong sạch. Tuy nhiên ông cũng bị chỉ trích vì làm ngơ trước sự tham nhũng của các quan chức khác, và sự cứng đầu trong một số chính sách. Dù thông thạo tiếng Nhật, ông từ chối sử dụng ngôn ngữ này để giao thiệp với các quý tộc bản địa Đài Loan, dù nhiều người trong số họ không nói được tiếng Quan thoại, cho rằng hòn đảo phải từ bỏ thứ ngôn ngữ thuộc địa để chuyển sang quốc ngữ. Thêm vào đó, ông cũng không chủ động tiếp xúc với xã hội Đài Loan, càng khiến ông không nhận ra những bất ổn đang ngấm ngầm trỗi dậy tại Đài Loan trong năm đầu tiên sau chiến tranh.
Sau đó Trần bị cách chức Chủ tịch tỉnh Đài Loan do những quyết sách sai lầm của ông đã dẫn đến Sự kiện 28 tháng 2. Trong những năm đầu sau khi trở về với Trung Hoa, Đài Loan chìm trong nạn tham nhũng mà Trần là kẻ bao che, dẫn đến lạm phát nghiêm trọng, khiến nhân dân địa phương bất bình. Những cáo buộc đầu cơ trục lợi đối với người đại lục và sự yếu kém của các dịch vụ xã hội và hành chính cũng góp phần gia tăng căng thẳng. Theo Văn Hối báo tại Thượng Hải, Trần kiểm soát mọi thứ "từ khách sạn đến nhà xí." Người Đài Loan cảm thấy bị đối xử như những đứa con rơi của một thuộc địa hơn là những người con lạc lối nay trở về với cố quốc.

### Trần vàSự kiện 28 tháng 2
Bạo lực chống lại người đại lục nổ ra ngày 28 tháng 2 năm 1947, sau khi chính quyền địa phương nổ súng vào thường dân khiến nhiều người chết và bị thương, với nguyên nhân là họ vi phạm lệnh cấm bán thuốc lá nếu không có giấy phép. Trong vài tuần tiếp theo, những người nổi dậy kiểm soát phần lớn đảo chính Đài Loan. Theo lệnh Tưởng Giới Thạch, Trần cho quân trấn áp. Đến tháng 4, Trần đã bắt giam hay xử tử hầu hết các lãnh tụ nổi dậy mà ông có thể lùng bắt được, cũng như truy tố và tử hình (theo lời một đại diện Đài Loan tại Nam Kinh) khoảng 3,000 - 4,000 người trên toàn hòn đảo. Hậu quả là "gần như toàn bộ các lãnh tụ bản địa có học thức, kinh nghiệm hành chính và uy tín chính trị" đều bị giết. Tổng số người chết trong sự kiện này vẫn còn trong vòng tranh cãi và đã trở thành một vấn đề chính trị trong những thập kỷ gần đây (thập niên 1990 và 2000).

## Trở về đại lục
Sau khi bị bãi nhiệm tại Đài Loan, Trần được cử làm cố vấn cho chính phủ. Tháng 6 năm 1948, ông lại giữ chức Chủ tịch tỉnh Chiết Giang. Tháng 11, ông cho thả hơn 100 tử tù Cộng sản. Tháng 1 năm 1949, thuộc hạ của ông là Thang Ân Bá mật báo cho Tưởng Giới Thạch rằng Trần đã khuyên ông ta nổi dậy chống lại Quốc dân đảng. Tưởng lập tức cách chức và cho bắt giữ Trần với tội danh thông đồng với Cộng sản. Ngày 30 tháng 5, Trần Nghi bị đưa Đài Loan giam giữ; sau đó ông bị xử tử tại Mã Trường Đình (馬場町), Đài Bắc, và được chôn cất tại Ngũ Cổ, Tân Bắc ngày nay.